# 交響曲第14番 (ハイドン)
交響曲第14番 イ長調 Hob. I:14 は、フランツ・ヨーゼフ・ハイドンが作曲した交響曲。
ハイドン初期の交響曲のひとつで、1764年の筆写譜がゲットヴァイク修道院にあるが、正確な作曲年代は明らかでない。H.C.ロビンス・ランドンは1761年から1763年頃の作品としている。
ウェブスターも独奏楽器が協奏曲的に扱われていることからエステルハージ家の副楽長時代の作品の可能性が高いとしている。

## 編成
オーボエ2、ホルン2、第1ヴァイオリン、第2ヴァイオリン、ヴィオラ、低音（チェロ、ファゴット、コントラバス）。

## 曲の構成
全4楽章、演奏時間は約16分。
- 第1楽章 アレグロ・モルト
イ長調、4分の3拍子、ソナタ形式。

第1主題はオクターヴ下降から同音を連続させる。対照的に抒情的な第2主題はヴァイオリンだけで小さく始まる（第2ヴァイオリンは第1ヴァイオリンから1小節遅れる）。ごく短い展開部は第2主題による。

- 第2楽章 アンダンテ
ニ長調、4分の2拍子、二部形式。

当時のハイドンの他の多くの交響曲と同様、緩徐楽章は弦楽器のみによるが、ヴァイオリンによる旋律を独奏チェロがオクターヴ下で重ね、ヴィオラと低音楽器がスタッカートの伴奏を演奏する。交響曲第16番の緩徐楽章に同じ形式が見られる[3]。

- 第3楽章 メヌエット - トリオ：アレグレット
イ長調 - イ短調、4分の3拍子。
メヌエット主部は8分音符を主体にしたなめらかな音楽で、後半のホルンの旋律が目立つ。トリオはイ短調で、オーボエ独奏が旋律を演奏し、ヴァイオリンと低音楽器が伴奏する。

- 第4楽章 フィナーレ：アレグロ
イ長調、8分の6拍子、ソナタ形式。
主題は第1ヴァイオリン単なる下降音階で、それを第2ヴァイオリンがシンコペーションのきいた音符で修飾するが、同じ主題が異なる高さで次々に出現し、フーガのように聞こえる。全体として非常に対位法的な音楽になっている。